# De Hoop (Sint Laurens)
De Hoop is een voormalige windmolen in het Zeeuwse dorp Sint Laurens. De molen werd in 1721 gebouwd als korenmolen en verbrandde in 1943 doordat de vang warmliep. De molen is in 2002 aangewezen als rijksmonument omdat deze molen in het verleden zowel op windkracht als op een dieselmotor als op een elektromotor kon worden aangedreven.